# ГДР на зимних Олимпийских играх 1980
ГДР приняла участие в зимних Олимпийских играх 1980 года в Лейк-Плэсиде, США. Спортсмены Восточной Германии завоевали 23 медали и заняли 2 место в общекомандном зачёте. Из 53 спортсменов, участвовавших в играх, 30 стали обладателями медалей.

## Медалисты
Золото
- Франк Ульрих — биатлон, спринт, 10 км, мужчины
- Майнхард Немер, Богдан Музиоль, Бернхард Гермесхаузен и Ханс-Юрген Герхардт — бобслей, четвёрки, мужчины
- Карин Энке — конькобежный спорт, 500 м, женщины
- Ульрих Велинг — лыжное двоеборье, личное первенство, мужчины
- Барбара Петцольд — лыжные гонки, 10 км, женщины
- Марлис Росток, Карола Андинг, Вероника Хессе и Барбара Петцольд — лыжные гонки, эстафета 4x5 км, женщины
- Бернхард Гласс — санный спорт, одиночки, мужчины
- Норберт Хан и Ханс Ринн — санный спорт, двойки, мужчины
- Анетт Пётч — фигурное катание, женщины

 Серебро
- Франк Ульрих — биатлон, индивидуальная гонка, 20 км, мужчины
- Матиас Юнг, Клаус Зиберт, Франк Ульрих и Эберхард Рёш — биатлон, эстафета, 4x7,5 км, мужчины
- Бернхард Гермесхаузен и Ханс-Юрген Герхардт — бобслей, двойки, мужчины
- Сабине Беккер — конькобежный спорт, 3000 м, женщины
- Манфред Деккерт — прыжки с трамплина, малый трамплин, мужчины
- Мелитта Зольман — санный спорт, одиночки, женщины
- Ян Хоффман — фигурное катание, мужчины

 Бронза
- Эберхард Рёш — биатлон, индивидуальная гонка, 20 км, мужчины
- Майнхард Немер и Богдан Музиоль — бобслей, двойки, мужчины
- Хорст Шёнау, Роланд Ветциг, Детлеф Рихтер и Андреас Кирхнер — бобслей, четвёрки, мужчины
- Сильвия Альбрехт — конькобежный спорт, 1000 м, женщины
- Сабине Беккер — конькобежный спорт, 1500 м, женщины
- Конрад Винклер — лыжное двоеборье, личное первенство, мужчины
- Мануэла Магер и Уве Беверсдорф — фигурное катание, спортивные пары

## Состав Олимпийской сборной ГДР

### Биатлон
Спортсменов — 4
мужчины
| Соревнование                                      | Спортсмены           | Стрельба | Результат  | Место |
| ------------------------------------------------- | -------------------- | -------- | ---------- | ----- |
| Франк Ульрих                                      | Спринт               | 0+2      | 32:10,69   |       |
| Франк Ульрих                                      | Индивидуальная гонка | 1+0+1+1  | 1:08:27,79 |       |
| Матиас Юнг Клаус Зиберт Франк Ульрих Эберхард Рёш | Эстафета             | 0+2+0+1  | 1:34:56,99 |       |

### Бобслей
Спортсменов — 4
Мужчины
| Спортсмены                                                              | Соревнование | 1 заезд   | 1 заезд | 2 заезд   | 2 заезд | 3 заезд   | 3 заезд | 4 заезд   | 4 заезд | Итоговый результат | Итоговое место |
| Спортсмены                                                              | Соревнование | Результат | Место   | Результат | Место   | Результат | Место   | Результат | Место   | Итоговый результат | Итоговое место |
| ----------------------------------------------------------------------- | ------------ | --------- | ------- | --------- | ------- | --------- | ------- | --------- | ------- | ------------------ | -------------- |
| Ханс-Юрген Герхардт Бернхард Гермесхаузен                               | Двойки       | 1:02,58   | 4       | 1:02,48   | 1       | 1:03,31   | 9       | 1:02,56   | 2       | 4:10,93            |                |
| Майнхард Немер Богдан Музиоль                                           | Двойки       | 1:02,39   | 3       | 1:02,88   | 4       | 1:02,86   | 3       | 1:02,95   | 3       | 4:11,08            |                |
| Ханс-Юрген Герхардт Бернхард Гермесхаузен Майнхард Немер Богдан Музиоль | Четвёрки     | 59,86     | 1       | 1:00,03   | 1       | 59,73     | 1       | 1:00,30   | 2       | 3:59,92            |                |
| Хорст Шёнау Роланд Ветциг Детлеф Рихтер Андреас Кирхнер                 | Четвёрки     | 1:00,24   | 2       | 1:00,35   | 2       | 1:00,04   | 3       | 1:00,34   | 3       | 4:00,97            |                |

### Лыжные гонки
Спортсменов — 4
Женщины
| Соревнование                                                | Спортсмены | Результат  | Место |
| ----------------------------------------------------------- | ---------- | ---------- | ----- |
| Барбара Петцольд                                            | 5 км       | 15:23,62   | 4     |
| Барбара Петцольд                                            | 10 км      | 30:31,54   |       |
| Барбара Петцольд Марлис Росток Карола Андинг Вероника Хессе | Эстафета   | 1:02:11,10 |       |